# Addis Abeba Stadium
Addis Abeba Stadium – wielofunkcyjny stadion w Addis Abebie w Etiopii. Używany jest głównie do meczów piłki nożnej, jak i również zawodów lekkoatletycznych. Stadion ma pojemność 35 000 osób.